# Francisco Tamarit Fayos
Francisco Tamarit Fayos (Riola, Valencia, 1941) is een hedendaags Spaans componist, dirigent en muziekpedagoog.

## Levensloop
Al in de jeugdige jaren speelde hij in het plaatselijke harmonieorkest mee, dat onder de leiding van zijn vader Francesco Tamarit Sanjuán stond. Tamarit Fayos studeerde aan het Conservatorio Superior de Música "Joaquin Rodrigo" te Valencia bij Manuel Palau Boix harmonieleer en contrapunt, bij Amando Blanquer Ponsoda compositie en bij José Ferriz Llorens orkestdirectie. Hij behaalde het diploma met onderscheiding in harmonieleer en contrapunt.
Hij dirigeerde verschillende banda's (harmonieorkesten) in Buñol (Centro Instructivo Musical "La Armónica" "El Litro"), Carcagente (Banda de Lira Carcaixentina), Cullera (Banda del "Ateneu Musical" de Cullera) en Cheste (Banda de Lira de Xeste). Met deze orkesten won hij wedstrijden in Kerkrade het Wereld Muziek Concours 1981 en in Valencia het beroemde Certamen international de bandas de musica de Ciudad de Valencia 1980, 1986 en 1995.
Tegenwoordig is hij professor en leider van de afdeling contrapunt aan het Conservatorio Superior de Música "Joaquin Rodrigo" te Valencia.
Met zijn composities kreeg hij talrijke prijzen en onderscheidingen, onder andere de "Polifonía Religiosa de Moncada" in 1968, de "Ricardo Villa del Ayuntamiento de Madrid prijs in 1985 voor zijn werk Caos en de Premio de composición para banda "Vila d'Almussafes" om 1986.
In 2009 wordt het werk 'Vientos' het plichtwerk in hoogste afdeling op het Wereld muziek Concours voor blaasorkesten te Kerkrade (NL)

## Composities

### Werken voor harmonieorkest
- 1985 Caos
  1. Tocata
  2. Aria
  3. Rondó
  4. Finale
- 1989 La Quinta del Sordo
  1. Aquelarre: Entrada Allegro giusto
  2. Una Manola: Lento; Transito: Lento
  3. Saturno Devorando a Uno de sus Hijos: Allegro - Lento - Vivo - Más vivo
- 1993 Ensueños
- 2002 Visiones
- En Al-Andalus
- Estampa Medieval
  1. Danza de la fiesta nupcial
  2. El pregón del señor feudal
  3. La súplica (The request)
  4. Danza de los aldeanos
  5. Camino del castillo
  6. Introducción, danza de la muerte y final
- Estigia
- Vientos..., para banda
  1. ... que fluyen del caos[1]
  2. ... que acarician mis recuerdos[2]
  3. ... que pregonan el nombre de Bach[3]
- 2012 LAMENT, in memoriam Joop Schreurs

### Kamermuziek
- 2004 Septimino, voor blazers
- Concertino, voor klarinet en piano

## Media
Vientos... 1e deel ...que fluyen del caos, door Unió Musical de Llíria

 Vientos... 2e deel ...que acarician mis recuerdos, door Unió Musical de Llíria

 Vientos... 3e deel ...que pregonan el nombre de Bach, door Unió Musical de Llíria